# باشگاه فوتبال سیواس‌اسپور
باشگاه فوتبال سیواس‌اسپور (به ترکی استانبولی: Sivasspor) باشگاه فوتبال ترکیه‌ای است که در سال ‌۱۹۶۷ در سیواس تأسیس شده‌است و هم‌اکنون در سوپر لیگ فوتبال ترکیه بازی می‌کند. ورزشگاه ۴ سپتامبر سیواس محل انجام بازی‌های خانگی این تیم می‌باشد.